# Omosita discoidea
Omosita discoidea  (лат.) — вид жуков-блестянок. Длина тела взрослых насекомых (имаго) 2—2,3 мм. Тело короткое и широкое, чёрное. Бока переднеспинки рыжие. Надкрылья в передней части с рыжим большим общим пятном и несколькими мелкими пятнышками.